# Богосав Јевтић
Богосав Јевтић (Врело код Уба, 26. фебруар 1892. – 27. јун 1969) био је српски земљорадник и учесник Првог светског рата. Носилац је Златног војничког ордена Карађорђеве звезде са мачевима, Медаље краља Петра I и Албанске споменице као и више домаћих и страних (енглеских) одликовања и признањима.

## Биографија
Богосав Јевтић, рођен је 26. фебруара 1892. у селу Врело, код Уба, од оца Пантлије и мајка Персе, рођене Адамовић, који су били земљорадници слабог имовног стања. Основну школу завршио је у месту рођења, где је живео, бавио се пољопривредом али и повремено радио за надницу.

### Први светски рат
Почетак Првог светског рата затекао га је на одслужењу редовног војног рока у III чети II батаљона V пешадијског пука „Краљ Милан“ у Ваљеву. Због спретности и пожртвованости у више борби унапређен је у чин поднаредника. Из његове куће у том рату учествовали су му и отац Пантелија и стриц Илија. На жалост оба су погинули. И он је био теже рањен у десну руку на положају Корицска Глава 28. септембра 1915. године. Као водник са својим водом I чете III батаљона V пешадијског пука Дринске дивизије I позива, учествовао је у заузимању положаја Кочобеј и први изашао на тај положај, када је дефинитивно сломљен бугарски отпор на темену Кајмакчалана. За тај подвиг одликован је Сребрним војничким орденом Карађорђеве звезде са мачевима. Поред овог одликовања, имао је Медаљу краља Петра I и неки енглески орден, Албанску споменицу и све три споменице за учешће у ратовима од 1914. до 1918. године. Учествовао је и у више других борби и акција истичући се храброшћу и сналажљивошћу.

### Период након Првог светског рата
У периоду између два светска рата био је ангажован у земљорадничком задругарству, које је у Врелу било изузетно развијено. Временом је постао задружни магационер у више тамошњих задруга и на тој дужности остао до одласка у пензију. Током Другог светског рата припадао је четничком покрету и неко време био четовођа.
Из брака са Даринком Игњатовић из Стубленице код Уба имао је ћерку Дивну, удату Перић и сина Милојка, земљорадника у Врелу. Пошто му је прва жена умрла други пут се оженио Лепосавом, рођеном Павловић из Врела.
Богосав Јевтић, умро је 27. јуна 1969. године у свом родном Врелу.